# Coors Classic
La Coors Classic est une ancienne course cycliste par étapes américaine. Créée en 1977 sous le nom de Red Zinger Bicycle Classic, elle a pris l'appellation Coors Classic en 1980, car elle était sponsorisée par la Coors Brewing Company.

## Palmarès masculin
| Année | Vainqueur               | Deuxième        | Troisième               |
| ----- | ----------------------- | --------------- | ----------------------- |
| 1975  | John Howard             | Marc Thompson   | Dale Stetina            |
| 1976  | John Howard             | Dudley Hayton   | Tom Doughty             |
| 1977  | Wayne Stetina           | Dale Stetina    | Francisco Javier Huerta |
| 1978  | George Mount            | Bob Cook        | Wayne Stetina           |
| 1979  | Dale Stetina            | Jonathan Boyer  | Wayne Stetina           |
| 1980  | Jonathan Boyer          | Antonio Londoño | José Patrocinio Jiménez |
| 1981  | Greg LeMond             | Youri Kachirine | Youri Barinov           |
| 1982  | José Patrocinio Jiménez | Martín Ramírez  | Viktor Demidenko        |
| 1983  | Dale Stetina            | Doug Shapiro    | Luis Herrera            |
| 1984  | Doug Shapiro            | Andrew Hampsten | Jeff Pierce             |
| 1985  | Greg LeMond             | Andrew Hampsten | Doug Shapiro            |
| 1986  | Bernard Hinault         | Greg LeMond     | Phil Anderson           |
| 1987  | Raul Alcala             | Jeff Pierce     | Andrew Hampsten         |
| 1988  | Davis Phinney           | Andrew Hampsten | Alex Stieda             |

## Palmarès féminin
| Année | Vainqueur              | Deuxième               | Troisième              |
| ----- | ---------------------- | ---------------------- | ---------------------- |
| 1975  | Hannah North           |                        |                        |
| 1976  | Non disputé            | Non disputé            | Non disputé            |
| 1977  | Connie Carpenter       |                        |                        |
| 1978  | Keetie Van Oosten-Hage |                        |                        |
| 1979  | Keetie Van Oosten-Hage |                        |                        |
| 1980  | Beth Heiden            |                        |                        |
| 1981  | Connie Carpenter       |                        |                        |
| 1982  | Connie Carpenter       | Jeannie Longo          | Rebecca Twigg          |
| 1983  | Rebecca Twigg          | Maria Canins           | Cynthia Olavarri       |
| 1984  | Maria Canins           | Jeannie Longo          | Nina Sobye             |
| 1985  | Jeannie Longo          | Inga Thompson-Benedict | Madonna Harris         |
| 1986  | Jeannie Longo          | Susan Ehlers-Sutton    | Inga Thompson-Benedict |
| 1987  | Jeannie Longo          | Inga Thompson-Benedict | Madonna Harris         |
| 1988  | Inga Thompson-Benedict | Madonna Harris         | Danute Bankaitis-Davis |